# Ossenx
Ossenx település Franciaországban, Pyrénées-Atlantiques megyében. Lakosainak száma 52 fő (2022. január 1.). Ossenx Araujuzon, Audaux, Castetbon és Narp községekkel határos.

## Népesség
A település népességének változása:
| Lakosok száma | 43   | 49   | 52   | 52   | 51   | 50   | 49   | 50   | 52   |
|               | 2013 | 2015 | 2016 | 2017 | 2018 | 2019 | 2020 | 2021 | 2022 |